# 阿羅約翁多 (玻利瓦省)
阿羅約翁多是哥倫比亞的城鎮，位於該國北部，由玻利瓦省負責管轄，始建於1791年，海拔高度53米，主要經濟活動是禽畜貿易，2005年人口8,825。